# Bathyraja parmifera
Bathyraja parmifera е вид хрущялна риба от семейство Arhynchobatidae. Видът не е застрашен от изчезване.

## Разпространение и местообитание
Разпространен е в Русия, САЩ и Япония.
Среща се на дълбочина от 20 до 1450 m, при температура на водата от 1,1 до 7,2 °C и соленост 31,8 – 34,2 ‰.

## Описание
На дължина достигат до 1,3 m, а теглото им е максимум 18,2 kg.
Продължителността им на живот е около 17 години.